# Tomoyo Harada
Tomoyo Harada (原田 知世, Harada Tomoyo, née le 28 novembre 1967 à Nagasaki, Japon) est une actrice et chanteuse, idole japonaise dans les années 1980.

## Biographie
Tomoyo Harada débute en 1982 avec son premier disque et son premier rôle, en vedette de la série télévisée Sailorfuku to Kikanju (version 1982). Elle débute au cinéma l'année suivante, dans le rôle principal du film The Girl Who Leapt Through Time, adaptation de la nouvelle La Traversée du temps, dont elle interprète la chanson-titre homonyme écrite et composée par Yumi Matsutoya. Elle a sorti depuis une vingtaine d'albums et une trentaine de singles, et a joué dans deux douzaines de films et autant de drama.

## Filmographie partielle
- 1983 : The Girl Who Leapt Through Time (時をかける少女, Toki o kakeru shōjo?) de Nobuhiko Ōbayashi : Kazuko Yoshiyama
- 1984 : Aijō monogatari (愛情物語?) de Haruki Kadokawa
- 1984 : L'Île la plus proche du Paradis (天国にいちばん近い島, Tengoku ni ichiban chikai shima?) de Nobuhiko Ōbayashi
- 1985 : Sōshun monogatari (早春物語?) de Shin'ichirō Sawai : Hitomi Okino
- 1986 : Tokyo Blues (ja) (キャバレー, Kyabarei?) de Haruki Kadokawa
- 1987 : Kuroi doresu no onna (黒いドレスの女?) de Yōichi Sai
- 1993 : Emporté par les flots : Samurai Kids (水の旅人 侍KIDS, Mizu no tabibito : Samurai kizzu?) de Nobuhiko Ōbayashi
- 1995 : Demain (あした, Ashita?) de Nobuhiko Ōbayashi
- 1997 : Kizu darake no tenshi (傷だらけの天使?) de Junji Sakamoto
- 2005 : Ubume no natsu (姑獲鳥の夏?) d'Akio Jissōji

## Distinctions

### Récompenses
- 1986 : prix de la meilleure actrice au Festival du film de Yokohama pour Sōshun monogatari[1]